# Traducătorul de greacă
Traducătorul de greacă (în engleză The Adventure of the Greek Interpreter) este una dintre cele 56 povestiri scurte cu Sherlock Holmes ale lui Sir Arthur Conan Doyle și a zecea povestire din volumul Memoriile lui Sherlock Holmes (respectiv a noua în edițiile americane ale acestui volum).
Ea a fost publicată în revista Strand Magazine din septembrie 1893, cu ilustrații de Sidney Paget, apoi în volumul "Memoriile lui Sherlock Holmes" (în engleză The Memoirs of Sherlock Holmes) editat în anul 1894 de George Newnes Ltd din Anglia. În această povestire apare pentru prima dată fratele mai mare al lui Sherlock Holmes, Mycroft. Doyle a clasificat "Traducătorul de greacă" pe locul 17 în lista celor 19 povestiri favorite cu Sherlock Holmes. 

## Rezumat

### Misterul inițial

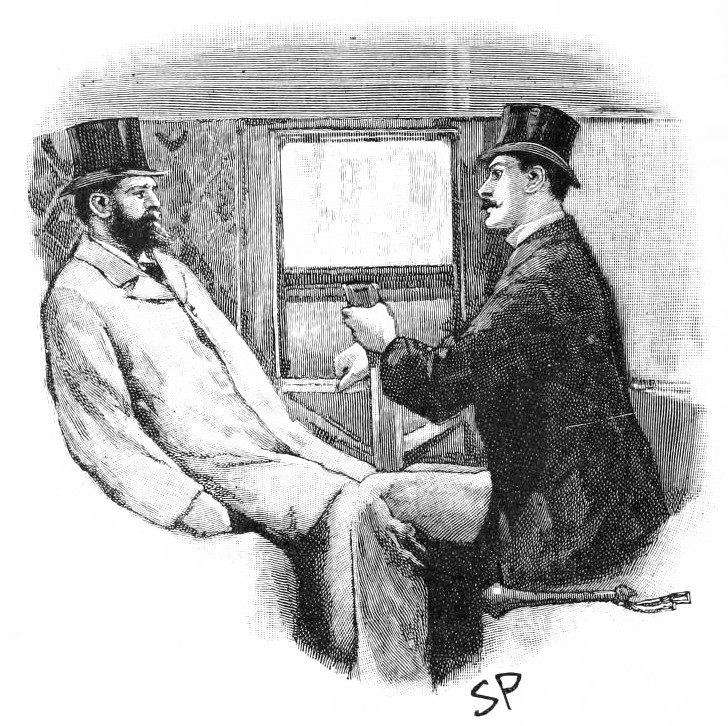
Dl. Melas, în stânga, ameninţat de Harold Latimer.

Sherlock Holmes îi povestește doctorului Watson de Mycroft, fratele său mai mare, despre care afirmă că este înzestrat cu capacități superioare de observație și deducție, dar că acesta nu și le folosește pentru că este lipsit de energie și de ambiție. Detectivul îi propune prietenului său să-i facă o vizită lui Mycroft la Clubul Diogene. 
Sosiți acolo, Mycroft îi explică fratelui său că vecinul său de dedesubt, domnul Melas, a trăit o aventură stranie cu două zile în urmă, aventură care l-ar putea interesa pe detectiv. Deoarece acesta s-a declarat interesat, Mycroft l-a chemat pe domnul Melas la club pentru a-i povesti lui Sherlock aventura sa. 
Fiind de origine greacă, Melas își exersa meseria de traducător la Londra, unde se bucura de un anumit renume. Cu două seri mai înainte, Melas a primit vizita unui om pe nume Latimer, care avea nevoie de serviciile unui traducător pentru a se înțelege cu un partener de afaceri. După ce traducătorul a acceptat să intervină, acesta a fost îmbarcat într-o trăsură și a plecat în compania clientului său. La un moment dat, Latimer a scos o măciucă pe care a început s-o învârtească deasupra capului și l-a amenințat pe Melas că va fi dus în altă parte decât i s-a spus la început. Latimer a ridicat geamurile trăsurii, iar acestea erau acoperite de hârtie pentru ca interlocutorul său să nu poată vedea unde era dus. Surprins și speriat de această întorsătură de situație, interpretul nu a putut opune nicio rezistență. 

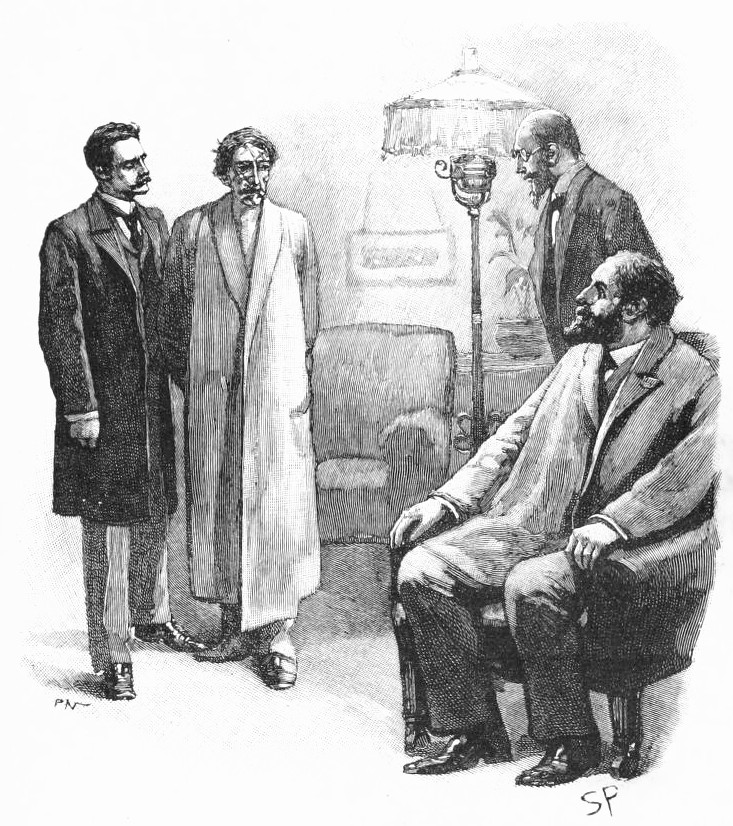
Paul Kratidès, cu faţa acoperită de bandaje, ameninţat de Harold Latimer în faţa domnului Melas, care stă pe scaun.

Sosit la destinație după aproape două ore de mers, Melas a fost împins într-o casă, unde se afla un al doilea om care i-a explicat că trebuie să traducă câteva întrebări și răspunsuri, iar, odată misiunea terminată, se va putea întoarce acasă, dar nu are voie să povestească nimănui ce i s-a întâmplat, altfel riscă să aibă de suferit represalii. Acest al doilea om, despre care se va afla mai târziu că se numea Wilson Kemp, avea un comportament nervos și râdea în permanență. 
Melas a fost dus într-o cameră slab iluminată, în care Latimer a revenit la scurtă vreme însoțit de un om slab și palid, cu fața acoperită de bandaje. Traducătorului i s-a explicat că acel om nu vorbea deloc engleza, ci doar greaca. Activitatea de traducere a început pentru Melas care a fost nevoit să traducă în limba greacă întrebările clienților săi și răspunsurile scrise în greacă de acel om pe o tăbliță. Cei doi englezi îl somau pe omul cu fața bandajată să semneze niște documente, amenințându-l cu moartea în caz contrar. 
Profitând de faptul că cei doi răufăcători nu înțelegeau niciun cuvânt în limba greacă, interpretul a început să adauge pe lângă întrebările celor doi oameni și propriile sale întrebări, pentru a afla identitatea omului cu fața bandajată și povestea sa. Interlocutorul său i-a explicat că se numea Paul Kratides și venise de la Atena cu trei săptămâni înainte, dar a fost sechestrat împotriva voinței sale în acea casă și lăsat înfometat. Explicațiile sale au fost stopate brusc de apariția unei femei tinere pe nume Sophy. Tânăra femeie și grecul s-au recunoscut cu o imensă surpriză și s-au îndreptat unul către celălalt, înainte de fi separați cu bruschețe de cei doi englezi. Ca urmare a acestui eveniment neașteptat, Melas a fost condus spre Londra de Latimer, care l-a lăsat în apropiere de Wandsworth, de unde a mers pe jos până la Clapham Junction ajungând la timp pentru a prinde ultimul tren spre Gara Victoria. 
De atunci, în ciuda amenințărilor proferate de cei doi englezi, Melas a venit să-l vadă pe Mycroft Holmes pentru a-i povesti strania sa aventură, pe care a expus-o și poliției.

### Rezolvare

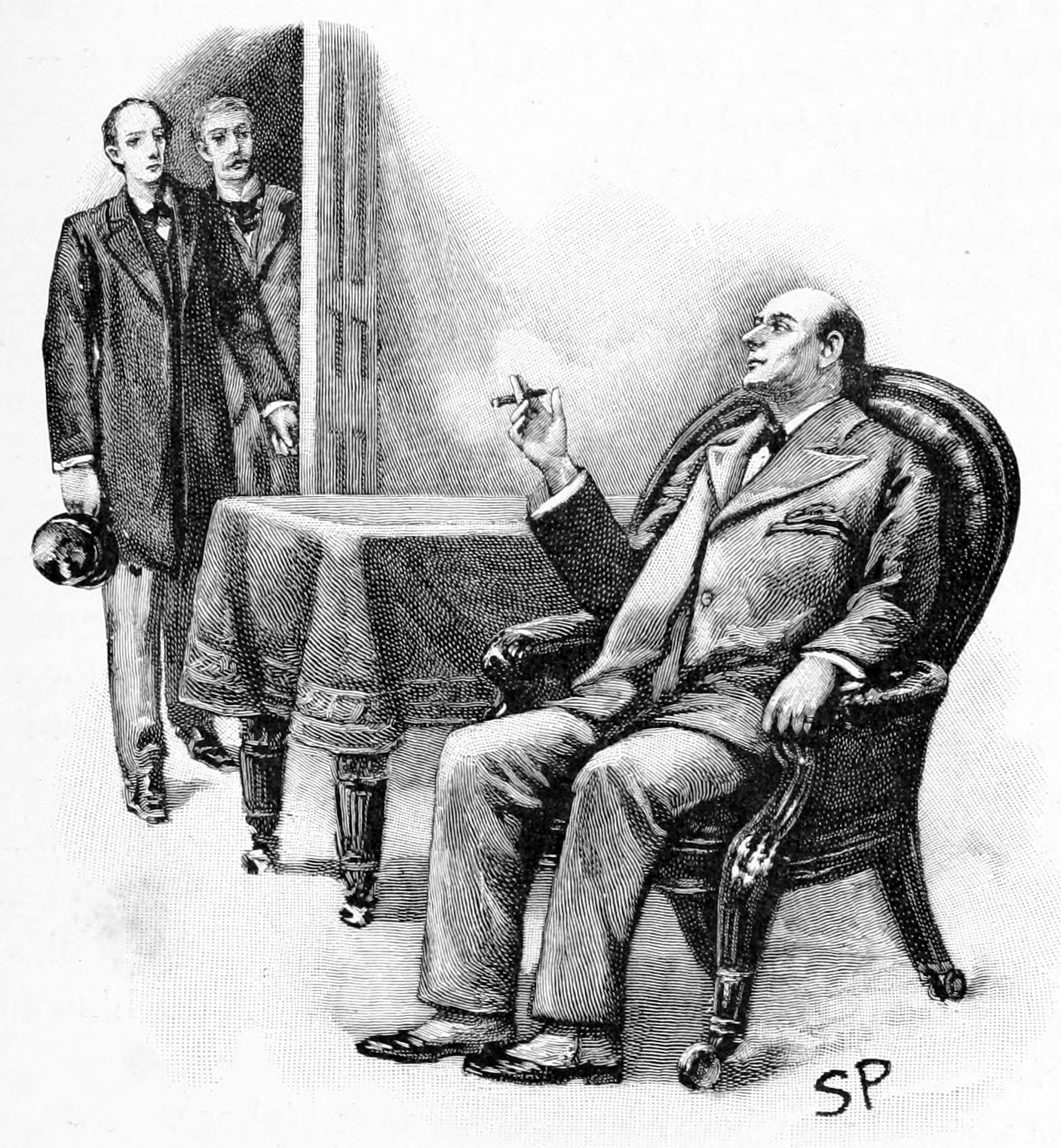
Sherlock Holmes şi Watson, întâmpinaţi de Mycroft

Mycroft Holmes începuse să rezolve singur acest mister înainte de venirea fratelui său, trimițând câteva anunțuri la mai multe cotidiene în care promitea acordarea unei recompense celui care ar putea oferi informații despre un grec pe nume Paul Kratides sau despre o tânără greacoaică pe nume Sophy. Nu se primise până atunci niciun răspuns la anunț, iar Melas se afla într-o situație periculoasă, deoarece anunțurile îi dezvăluiau trădarea față de răufăcători. 
Rezolvarea misterului a dat-o doctorul Watson, care a afirmat că Sophy venise în Anglia unde l-a întâlnit pe Latimer, care a convins-o să rămână cu el. Aflând acest lucru, Paul Kratides, pe care Watson îl presupunea ca fiind fratele Sophyei, a venit în Anglia pentru a-l despărți pe Latimer de sora sa. Fiind străin în oraș și necunoscând limba engleză, el a fost sechestrat de Latimer și de complicele său. Latimer îl înfometase pe grec pentru a-l convinge să semneze un document prin care îl autoriza pe Latimer să dispună de averea fetei. Nevoia de a avea un interpret pentru a-i explica aceasta grecului a dus la folosirea serviciilor lui Melas. Într-un mod întâmplător, Sophy și Paul s-au întâlnit, fata nefiind la curent cu prezența fratelui său în Anglia. 

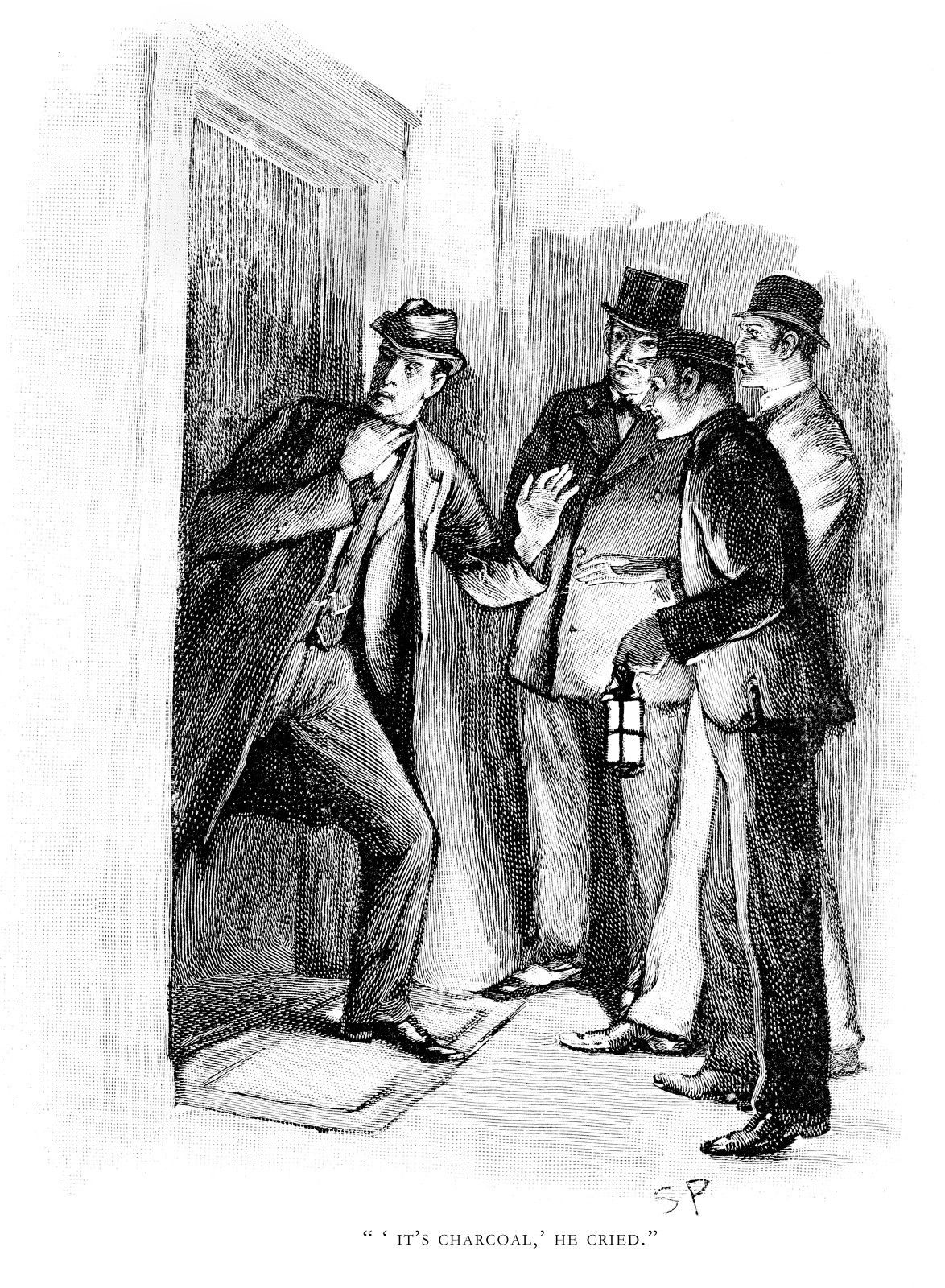
Sherlock Holmes, ieşind repede din camera unde erau închişi Kratides şi Melas, din cauza atmosferei irespirabile create de combustia mangalului.

Ajunși pe strada Baker, după ce discutaseră această ipoteză, Sherlock Holmes și Watson îl regăsesc acolo pe Mycroft, care sosise să le comunice că a primit un răspuns la anunț. Un bărbat pe nume Davenport afirmă că o cunoaște pe Sophy, care locuiește în prezent la Vila Myrtles din Beckenham. Vrând să plece la adresa respectivă, cei trei se duc să-l ia cu ei și pe Melas, dar află că acesta plecase cu puțină vreme înainte în compania unui om care râdea mereu. Temându-se că răufăcătorii vor să-l pedepsească pe traducător, Sherlock se duce la inspectorul Gregson (apărut pentru prima dată în Un studiu în roșu) de la Scotland Yard, dar obținerea mandatului legal de intrare în casă îi face să piardă timp. Grupul se deplasează apoi la Beckenham, dar casa pare abandonată. Intrând în casă pe un geam, Holmes aude gemete venind de la etaj, intră în fugă în cameră și îi descoperă pe Melas și Paul Kratides legați și intoxicați cu gazul degajat de o lampă cu mangal. Melas este salvat, dar Watson descoperă imediat că Paul Kratides, deja foarte slăbit, nu a supraviețuit lipsei de oxigen. 
Epilogul povestirii confirmă ipoteza lui Watson. Omul care răspunsese la anunțul dat de Mycroft confirmă scenariul imaginat de doctor, aducând unele detalii. Holmes și Watson își dau seama că bandajul de pe fața lui Paul Kratides avea rolul de a-l face pe acesta să nu fie recunoscut de Sophy, dacă ar fi fost văzut de grecoaică. Watson își termină expunerea cu precizarea că la mai multe luni după aceste evenimente, într-un ziar din Budapesta s-a relatat moartea stranie a doi englezi, găsiți înjunghiați, care călătoriseră cu o femeie. Holmes avansează ipoteza că ar fi fost vorba de o răzbunare săvârșită de Sophy.

## Personaje
- Sherlock Holmes
- doctorul Watson
- Dl. Melas - traducător de greacă din Londra
- Mycroft Holmes - fratele mai mare al lui Sherlock Holmes, revizor contabil la unele departamente guvernamentale britanice
- Harold Latimer - tânăr londonez care intră în relații sentimentale cu Sophie Kratidès pentru a pune mâna pe averea ei
- Paul Kratides - grec din Atena, sechestrat la Londra de Harold Latimer și Wilson Kemp
- Sophy Kratides - sora lui Paul, aflată în relații sentimentale cu Harold Latimer
- Wilson Kemp - complicele mai în vârstă a lui Harold Latimer
- Tobias Gregson - inspector la Scotland Yard

## Evoluția universului «holmesian»
Noutatea pe care o aduce această povestire este apariția unui nou personaj în aventurile lui Sherlock Holmes: Mycroft Holmes, fratele cu șapte ani mai mare al detectivului. De asemenea, Holmes afirmă că bunica sa era «sora lui Vernet, pictorul francez». Analiștii holmesieni consideră că ar fi vorba de Horace Vernet și nu de Claude Joseph Vernet. 

## Adaptări teatrale și cinematografice
Această povestire a servit ca sursă de inspirație pentru al 24-lea film cu Sherlock Holmes (filmat în 1922) din seria de filme mute cu Eille Norwood.
Povestirea a fost adaptată într-un episod al serialului TV din 1954 Sherlock Holmes cu Ronald Howard în rolul lui Holmes și Howard Marion Crawford în rolul dr. Watson. Această versiune, intitulată "The Case of the French Interpreter" (în română Cazul traducătorului de franceză), se îndepărtează de textul original prin faptul că îi prezintă pe Paul și pe traducător ca fiind francezi, Kratides (renumit Schrome în această versiune) semnează documentele, Latimer este arestat de Lestrade, iar Kemp își rupe gâtul după ce a fost împins de pe scări de către traducător.
Povestirea "Traducătorul de greacă" a fost adaptată în 1968 pentru un episod (episodul 19) al serialului TV Sherlock Holmes (realizat de BBC) cu actorii Peter Cushing și Nigel Stock. 
O nouă adaptare a fost realizată pentru un episod din 1985 al serialului TV Aventurile lui Sherlock Holmes cu Jeremy Brett în rolul lui Holmes și David Burke în rolul dr. Watson. Această versiune se îndepărtează și ea de textul original. După ce-i lasă pe Kratides și Melas să moară otrăviți cu sulf, Latimer și Kemp, împreună cu Sophy, se îmbarcă într-un tren pentru a pleca pe continent. Cu toate acestea, Holmes, Watson și Mycroft reușesc să urce în tren în următirea fugarilor. În timp ce Mycroft se odihnește, fiind obosit, Holmes și Watson se confruntă cu Latimer și Sophy în compartimentul lor, Kemp fiind absent. Holmes o informează pe Sophy că fratele ei este mort, dar ea afirmă că merge cu Latimer din propria sa voință. Când Latimer își dă seama că se confruntă cu Sherlock Holmes și că a lăsat un martor în viață, el încearcă să părăsească trenul pe ușa compartimentului, dar este lovit de un tren ce venea din sens opus. Mycroft își dovedește îndemânarea reușind să-l identifice, să-l dezarmeze și, în cele din urmă, să-l facă inofensiv pe Kemp. După ce Sophy și Kemp sunt luați de poliție, Holmes face un comentariu cu privire la inima de piatră a Sophyei.

## Traduceri în limba română
- Interpretul grec - în volumul "Memoriile lui Sherlock Holmes" (Ed. Junimea, Colecția "Fantomas", Iași, 1970) - traducere de Andrei Bantaș
- Traducătorul de greacă - în volumul "Memoriile lui Sherlock Holmes" (Ed. Aldo Press, București, 2003) - traducere de Luiza Ciocșirescu
- Interpretul grec - în volumul "Memoriile lui Sherlock Holmes" (Ed. Compania, București, 2009) - traducere de Andrei Bantaș
- Traducătorul de greacă - în volumul "Aventurile lui Sherlock Holmes. Vol II" (Colecția Adevărul, București, 2010) - traducere de Luiza Ciocșirescu
- Traducătorul de greacă - în volumul "Aventurile lui Sherlock Holmes. Vol II" (Colecția Adevărul, București, 2011) - traducere de Luiza Ciocșirescu